# 레슬리에게
레슬리에게(To Leslie)는 미국에서 제작된 마이클 모리스 감독의 2022년 드라마 영화이다. 안드레아 라이즈보로 등이 출연하였다.

## 출연
- 안드레아 라이즈보로
- 마크 마론
- 오웬 티그
- 앨리슨 재니